# Eduard Schick

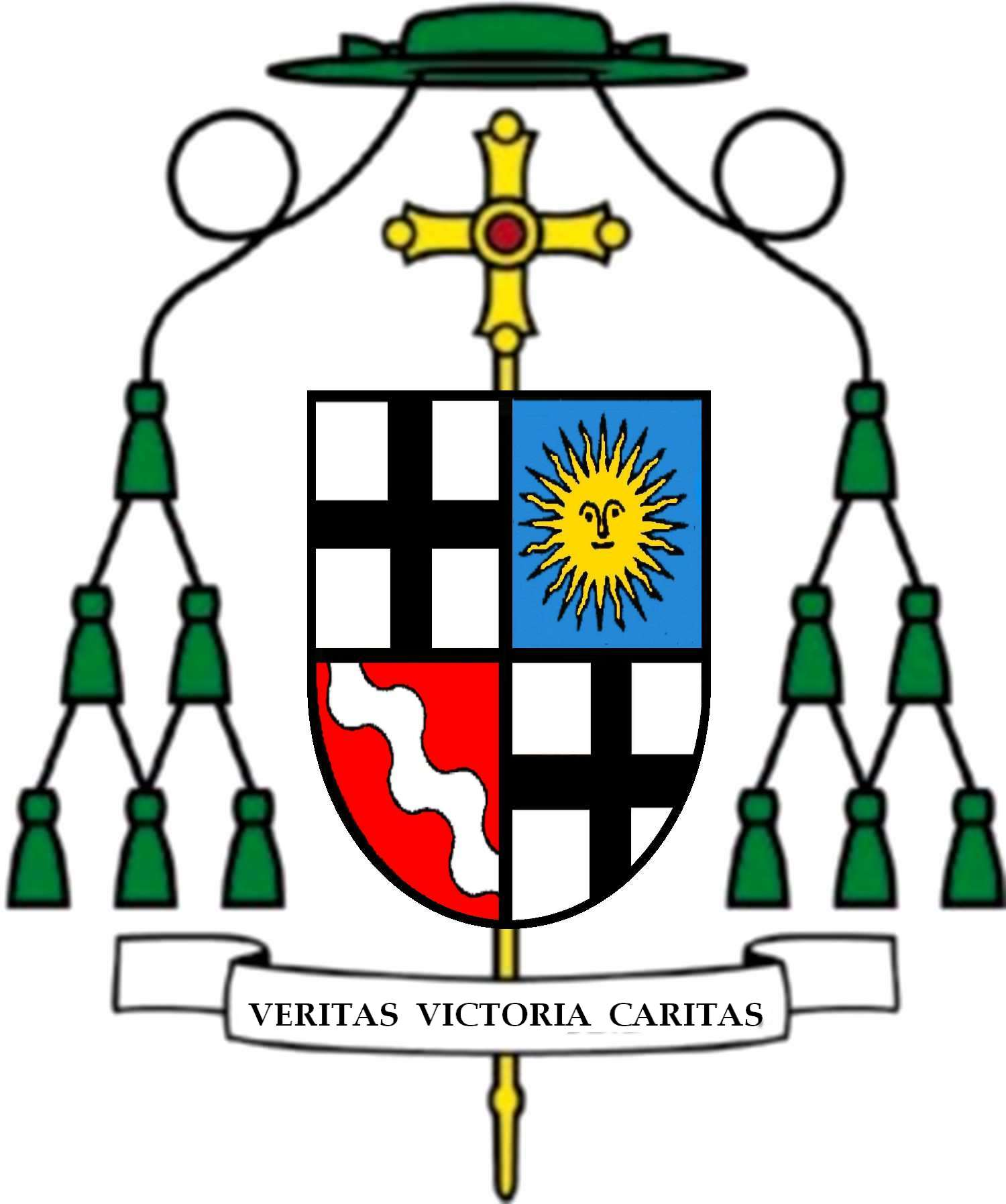
Wappen von Eduard Schick als Bischof von Fulda

Eduard Schick (* 23. Februar 1906 in Mardorf bei Marburg; † 20. November 2000 in Lauterbach (Hessen)) war ein deutscher Geistlicher und Theologe sowie römisch-katholischer Bischof von Fulda.

## Leben
Eduard Schick, Sohn einer Bauernfamilie, wurde in Mardorf am Fuße der Amöneburg im Kreis Marburg geboren. Er besuchte ab 1919 das Bischöfliche Konvikt zu Fulda und legte 1923 sein Abitur ab. Am 22. Dezember 1928 empfing er nach seiner pastoralen Ausbildung am Priesterseminar Fulda die Priesterweihe in Fulda. Er war Kaplan in Hattenhof und Kassel und studierte parallel Mathematik an der Georg-August-Universität Göttingen und der Rheinischen Friedrich-Wilhelms-Universität Bonn. 1934 legte er sein philologisches Staatsexamen ab und trat das Referendariat am Wilhelmsgymnasium Kassel an. 1935 bestand er die Prüfung zum Assessor, wurde aber 1936 von den Nationalsozialisten aus dem Schuldienst entlassen. 1937/38 war er bis zur Zwangsschließung Leiter der Bischöflichen Rektoratsschule in Großauheim. 1939/1940 wurde er an der Julius-Maximilians-Universität Würzburg mit der Arbeit Formgeschichte und Synoptikerexegese. Eine kritische Untersuchung über die Möglichkeit und die Grenzen der formgeschichtlichen Methode zum Dr. theol. promoviert. 1939 wurde er Regens des Priesterseminars in Fulda, ein Amt, das er bis 1950 innehatte. Er lehrte an der Philosophisch-Theologischen Hochschule Fulda und war von 1947 bis 1970 ordentlicher Professor für Neutestamentliche Exegese. Von 1960 bis 1962 war er Rektor der Hochschule.
1957 wurde er zunächst Ehrendomkapitular und kurze Zeit später residierender Domkapitular am Fuldaer Dom. Von 1955 bis 1959 war er stellvertretender Generalvikar im Fuldaer Bistum und wirkte dort besonders während des Amtswechsels der Bischöfe Johann Baptist Dietz und Adolf Bolte.
1962 ernannte ihn Papst Johannes XXIII. zum Titularbischof von Aradi und bestellte ihn zum Weihbischof im Bistum Fulda. Die Bischofsweihe spendete ihm am 11. Mai 1962 der Bischof von Fulda, Adolf Bolte. Er war zudem Vorsitzender der Unterkommission der Deutschen Bischofskonferenz für biblische Fragen. Schick nahm an allen vier Sitzungsperioden des Zweiten Vatikanischen Konzils von 1962 bis 1965 als Konzilsvater teil. Von Papst Paul VI. wurde er zum Präsidenten der Päpstlichen Kommission für die Nova Vulgata bestellt.
Am 18. Dezember 1974 erfolgte durch Papst Paul VI. die Ernennung zum Bischof von Fulda. Sein Amtsantritt war am 12. Januar 1975. Höhepunkt seines bischöflichen Dienstes war der Besuch Papst Johannes Pauls II. in Fulda im November 1980. Eduard Schick hat aufgrund seines Engagements für die Kommission für die Nova Vulgata und mit dem Hintergrund des Vaticanum II sowie als Beauftragter der Deutschen Bischofskonferenz für die neue Einheitsübersetzung der Heiligen Schrift maßgeblich an der neuen lateinischen Bibelübersetzung als amtlichem Text aller Originalausgaben liturgischer Bücher sowie Urkunden und Dokumente des Heiligen Stuhls ein Stück Kirchengeschichte mitgeschrieben.
Am 1. Juli 1982 trat Schick aus Altersgründen als Bischof von Fulda zurück. Er leitete das Bistum anschließend bis zur Amtseinführung seines Nachfolgers am 4. September 1983 als Apostolischer Administrator. Eduard Schick starb am 20. November 2000 als ältester deutscher Bischof in Lauterbach und wurde in der Pfarrkirche seines Heimatortes Mardorf begraben.
Er war Mitglied der katholischen Studentenverbindungen KDStV Bavaria Bonn, KDStV Hasso-Nassovia Frankfurt am Main und KDStV Moeno-Franconia Frankfurt am Main im CV.

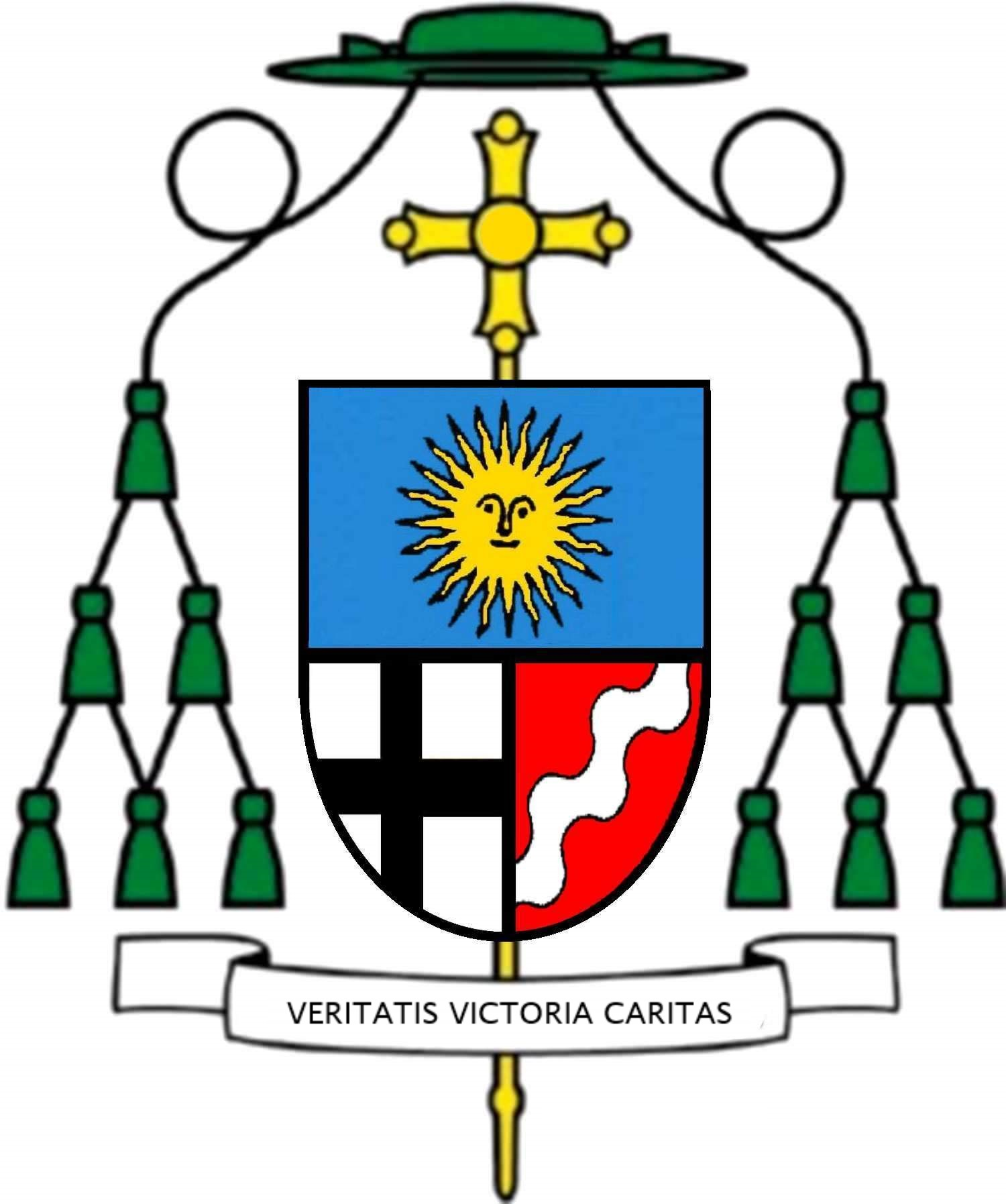
Wappen des Weihbischofs in Fulda

## Bischofswappen
Der Wappenschild des Weihbischofs geteilt und unten gespalten zeigt oben in Blau eine goldene Sonne mit Gesicht, unten vorne in Silber (Weiß) ein schwarzes Balkenkreuz, das Wappen des Bistums Fulda (Fürstabtei Fulda), hinten in Rot weiß/silberner Wellenschrägbalken (links unten/rechts oben).
Hinter dem Schild stehend das Bischofskreuz, darüber der grüne Galero (Bischofshut) mit den jeweils sechs herunterhängenden grünen Quasten (fiocchi).
Sein Wahlspruch war Veritatis Victoria Caritas (Der Sieg der Wahrheit ist die Liebe, hl. Augustinus).
Der Wappenschild des Bischofs, viergeteilt zeigt in Feld 1 und 4 das Bistumswappen, in Feld 2 in Blau, die goldene Sonne und in Feld 3 in Rot weiß/silberner Wellenschrägbalken (links oben/rechts unten).

## Auszeichnungen und Ehrungen
- Ehrenbürger der Stadt Fulda
- Ehrenbürger der Stadt Amöneburg
- Hessischer Verdienstorden (1990)
- Wilhelm-Leuschner-Medaille (1987)
- Verdienstorden der Bundesrepublik Deutschland (Großes Verdienstkreuz; 1979)
- Ehrenkreuz des Deutschen Ordens
- Namensgebung Eduard-Schick-Platz in Fulda